# Představitelé Chu-nanu
Představitelé Chu-nanu stojí v čele správy provincie. V čele správy Chu-nanu stojí guvernér (šeng-čang, 省长) řídící lidovou vládu Chu-nanu (Chu-nan-šeng žen-min čeng-fu, 湖南省人民政府). Nejvyšší politické postavení v provincii má však tajemník chunanského provinčního výboru Komunistické strany Číny, vládnoucí politické strany provincie i celého státu. K dalším předním představitelům Chu-nanu patří předseda provinčního lidového shromáždění (zastupitelského sboru) a předseda provinčního výboru Čínského lidového politického poradního shromáždění (ČLPPS).
V politickém systému Čínské lidové republiky, analogicky k centrální úrovni, má příslušný regionální výbor komunistické strany v čele s tajemníkem ve svých rukách celkové vedení, lidová vláda v čele guvernérem (u provincie) nebo starostou (u města) řídí administrativu regionu, lidové shromáždění plní funkce zastupitelského sboru a lidové politické poradní shromáždění má poradní a konzultativní funkci.

## Tajemníci chunanského provinčního výboru Komunistické strany Číny (od 1949)
Chunanské komunisty po roce 1949 vedl provinční výbor strany v čele s tajemníkem, od června 1956 prvním tajemníkem. Po zřízení provinčního revolučního výboru v dubnu 1968 jeho předseda stanul i v čele komunistů provincie. Od října 1970 opět fungoval provinční výbor strany v čele s prvním tajemníkem. Od června 1985 v čele provinčního výboru KS Číny stojí tajemník s několika zástupci tajemníka.
Ve sloupci „Další funkce“ jsou uvedeny nejvýznamnější úřady zastávané současně s výkonem funkce tajemníka chunanského výboru strany, případně předešlé a pozdější úřady na stejné nebo vyšší úrovni, zejména působení v politbyru a stálém výboru politbyra.
| Jméno (životní data)                     | Od            | Do            | Další funkce a poznámky |
| ---------------------------------------- | ------------- | ------------- | --- |
| Chuang Kche-čcheng (黄克诚) (1902–1986)  | srpen 1949    | říjen 1952    | tajemník tchienťinského městského výboru KS Číny (1949), později náčelník generálního štábu ČLOA (1958–1959), výkonný tajemník Ústřední komise pro kontrolu disciplíny KS Číny (1978–1982) |
| Ťin Ming (金明) (1913–1998)              | říjen 1952    | říjen 1953    | později generální sekretář Státní rady (1979–1980), tajemník chepejského provinčního výboru KS Číny (1979–1982) |
| Čou Siao-čou (周小舟) (1912–1966)        | říjen 1953    | 1957          | předseda chunanského provinčního výboru ČLPPS (1955–1959) |
| Čou Chuej (周惠) (1918–2004)             | 1957          | září 1959     | později první tajemník oblastního výboru Vnitřního Mongolska KS Číny (1978–1986) |
| Čang Pching-chua (张平化) (1908–2001)    | září 1959     | červen 1966   | předseda chunanského provinčního výboru ČLPPS (1959–1966), později vedoucí oddělení propagandy ÚV KS Číny (1977–1978) |
| Wang Jen-čchun (王延春) (1910–1984)      | červen 1966   | březen 1967   | úřadující |
| Chua Kuo-feng (华国锋) (1921–2008)       | říjen 1970    | červen 1977   | předseda chunanského revolučního výboru (1970–1977), člen politbyra ÚV KS Číny (1973–1982), později předseda ÚV KS Číny (1976–1981), předseda vlády ČLR (1976–1980) |
| Mao Č’-jung (毛致用) (1929–2019)         | červen 1977   | duben 1988    | předseda chunanského revolučního výboru (1977–1979), předseda chunanského provinčního výboru ČLPPS (1977–1979), později tajemník ťiangsijského provinčního výboru KS Číny (1988–1995) |
| Siung Čching-čchüan (熊清泉) (1927–2022) | duben 1988    | září 1993     | předtím guvernér Chu-nanu (1985–1989) |
| Wang Mao-lin (王茂林) (* 1934)           | září 1993     | září 1998     | předtím tajemník šansijského provinčního výboru KS Číny (1991–1993), předseda chunanského provinčního lidového shromáždění (1998) |
| Jang Čeng-wu (杨正午) (* 1941)           | září 1998     | prosinec 2005 | předtím guvernér Chu-nanu (1995–1998), předseda chunanského provinčního lidového shromáždění (1999–2006) |
| Čang Čchun-sien (张春贤) (* 1953)        | prosinec 2005 | duben 2010    | předtím ministr dopravy (2002–2005), předseda chunanského provinčního lidového shromáždění (2006–2010), později tajemník sinťiangského oblastního výboru KS Číny (2010–2016), člen politbyra ÚV KS Číny (2012–2017), místopředseda stálého výboru VSLZ (2018–2023)                                                   |
| Čou Čchiang (周强) (* 1960)              | duben 2010    | březen 2013   | předtím první tajemník ÚV Komunistického svazu mládeže Číny (1998–2006), guvernér Chu-nanu (2006–2010), předseda chunanského provinčního lidového shromáždění (2010–2013), později předseda Nejvyššího lidového soudu (2013–2023), místopředseda celostátního výboru ČLPPS (2023– )                                  |
| Sü Šou-šeng (徐守盛) (1953–2020)         | březen 2013   | srpen 2016    | předtím guvernér Kan-su (2007–2010), guvernér Chu-nanu (2010–2013), předseda chunanského provinčního lidového shromáždění (2013–2017) |
| Tu Ťia-chao (杜家毫) (* 1955)            | srpen 2016    | listopad 2020 | předtím guvernér Chu-nanu (2013–2016), předseda chunanského provinčního lidového shromáždění (2017–2021) |
| Sü Ta-če (许达哲) (* 1956)               | listopad 2020 | říjen 2021    | předtím ředitel Čínské státní vesmírné agentury (2013–2016), guvernér Chu-nanu (2016–2020), předseda chunanského provinčního lidového shromáždění (2021–2022) |
| Čang Čching-wej (张庆伟) (* 1961)        | říjen 2021    | březen 2023   | předtím ministr-předseda státního výboru pro obrannou vědu, techniku a průmysl (2007–2008), guvernér Che-peje (2012–2017), tajemník chejlungťiangského provinčního výboru KS Číny (2017–2021), předseda chunanského provinčního lidového shromáždění (2022–2023), později místopředseda stálého výboru VSLZ (2023– ) |
| Šen Siao-ming (沈晓明) (* 1963)          | březen 2023   | v úřadu       | předtím guvernér Chaj-nanu (2017–2020) tajemník chajnanského provinčního výboru KS Číny (2020–2023), předseda chunanského provinčního lidového shromáždění (2024– ) |

## Guvernéři Chu-nanu (od 1949)
Od prosince 1979 v čele civilní administrativy provincie Chu-nan stojí guvernér řídící lidovou vládu provincie. Předtím od srpna 1949 do dubna 1950 provincii spravoval vojensko-administrativní výbor Chu-nanu, poté do února 1955 lidová vláda v čele s předsedou, poté lidový výbor v čele s guvernérem. Od dubna 1968 do prosince 1979 správu provincie vedl revoluční výbor Chu-nanu v čele s předsedou.
| Jméno (životní data)                     | Od            | Do            | Další funkce a poznámky |
| ---------------------------------------- | ------------- | ------------- | --- |
| Čchen Ming-žen (陈明仁) (1902–1965)      | srpen 1949    | srpen 1949    | kuomintangský generál |
| Čcheng Čchien (程潜) (1882–1968)         | srpen 1949    | duben 1950    | kuomintangský generál, člen Revolučního výboru čínského Kuomintangu |
| Wang Šou-tao (王首道) (1906–1996)        | duben 1950    | prosinec 1952 | později ministrem dopravy (1958–1964), místopředseda celostátního výboru ČLPPS (1978–1983) |
| Čcheng Čchien (程潜) (1882–1968)         | prosinec 1952 | 1967          | kuomintangský generál, člen Revolučního výboru čínského Kuomintangu |
| Li Jüan (黎原) (1917–2008)               | duben 1968    | květen 1970   | generál, od srpna 1967 vedoucí přípravné skupiny revolučního výboru |
| Chua Kuo-feng (华国锋) (1902–1965)       | květen 1970   | červen 1977   | první tajemník chunanského provinčního výboru KS Číny (1970–1977), člen politbyra ÚV KS Číny (1973–1982), později předseda ÚV KS Číny (1976–1981), předseda vlády ČLR (1976–1980) |
| Mao Č’-jung (毛致用) (1929–2019)         | červen 1977   | prosinec 1979 | první tajemník chunanského provinčního výboru KS Číny (1977–1988), předseda chunanského provinčního výboru ČLPPS (1977–1979), později tajemník ťiangsijského provinčního výboru KS Číny (1988–1995) |
| Sun Kuo-č’ (孙国治) (1917–2005)          | prosinec 1979 | květen 1983   | později předseda chunanského provinčního lidového shromáždění (1983–1985), předseda chepejského provinčního lidového shromáždění (1985–1988) |
| Liou Čeng (刘正) (1929–2006)             | květen 1983   | červenec 1985 | později předseda chunanského provinčního výboru ČLPPS (1988–1998) |
| Siung Čching-čchüan (熊清泉) (1927–2022) | červenec 1985 | květen 1989   | tajemník chunanského provinčního výboru KS Číny (1988–1993) |
| Čchen Pang-ču (陈邦柱) (* 1934)          | květen 1989   | leden 1995    | později ministr vnitřního obchodu (1995–1998) |
| Jang Čeng-wu (杨正午) (* 1941)           | leden 1995    | září 1998     | později tajemník chunanského proinčního výboru KS Číny (1998–2005), předseda chunanského provinčního lidového shromáždění (1999–2006) |
| Čchu Po (储波) (* 1944)                  | září 1998     | srpen 2001    | později první tajemník oblastního výboru Vnitřního Mongolska KS Číny (2001–2009) |
| Čang Jün-čchuan (张云川) (* 1946)        | srpen 2001    | březen 2003   | později ministr-předseda státního výboru pro obrannou vědu, techniku a průmysl (2003–2007), tajemník chepejského provinčního výboru KS Číny (2007–2011) |
| Čou Po-chua (周伯华) (* 1948)            | březen 2003   | září 2006     | |
| Čou Čchiang (周强) (* 1960)              | září 2006     | červen 2010   | předtím první tajemník ÚV Komunistického svazu mládeže Číny (1998–2006), později tajemník chunanského provinčního výboru KS Číny (2010–2013), předseda chunanského provinčního lidového shromáždění (2010–2013), předseda Nejvyššího lidového soudu (2013–2023), místopředseda celostátního výboru ČLPPS (2023– ) |
| Sü Šou-šeng (徐守盛) (1953–2020)         | červen 2010   | duben 2013    | předtím guvernér Kan-su (2007–2010), tajemník chunanského provinčního výboru KS Číny (2013–2016), předseda chunanského provinčního lidového shromáždění (2013–2017) |
| Tu Ťia-chao (杜家毫) (* 1955)            | duben 2013    | září 2016     | později tajemník chunanského provinčního výboru KS Číny (2016–2020), předseda chunanského provinčního lidového shromáždění (2017–2021) |
| Sü Ta-če (许达哲) (* 1956)               | září 2016     | listopad 2020 | předtím ředitel Čínské státní vesmírné agentury (2013–2016), tajemník chunanského provinčního výboru KS Číny (2020–2021), předseda chunanského provinčního lidového shromáždění (2021–2022) |
| Mao Wej-ming (毛伟明) (* 1961)           | listopad 2020 | v úřadu       | |

## Předsedové chunanského provinčního lidového shromáždění (od 1979)
Od roku 1999 je předsedou chunanského provinčního lidového shromáždění (to jest provinčního zastupitelského sboru) zpravidla volen tajemník chunanského provinčního výboru KS Číny.
| Jméno (životní data)              | Od            | Do            | Další funkce a poznámky |
| --------------------------------- | ------------- | ------------- | --- |
| Wan Ta (万达) (1918–2002)         | prosinec 1979 | duben 1983    | |
| Sun Kuo-č’ (孙国治) (1917–2005)   | duben 1983    | červenec 1985 | předtím guvernér Chu-nanu (1979–1983), později předseda chepejského provinčního lidového shromáždění (1985–1988) |
| Ťiao Lin-i (焦林义) (1920–2005)   | červenec 1985 | leden 1988    | |
| Liou Fu-šeng (刘夫生) (1931–2021) | leden 1988    | leden 1998    | později předseda chunanského provinčního výboru ČLPPS (1998–2021) |
| Wang Mao-lin (王茂林) (* 1934)    | leden 1998    | říjen 1998    | předtím tajemník šansijského provinčního výboru KS Číny (1991–1993), tajemník chunanského provinčního výboru KS Číny (1993–1998) |
| Jang Čeng-wu (杨正午) (* 1941)    | leden 1999    | leden 2006    | předtím guvernér Chu-nanu (1995–1998), tajemník chunanského provinčního výboru KS Číny (1998–2005) |
| Čang Čchun-sien (张春贤) (* 1953) | leden 2006    | září 2010     | předtím ministr dopravy (2002–2005), tajemník chunanského provinčního výboru KS Číny (2005–2010), později tajemník sinťiangského oblastního výboru KS Číny (2010–2016), člen politbyra ÚV KS Číny (2012–2017), místopředseda stálého výboru VSLZ (2018–2023)                                                                             |
| Čou Čchiang (周强) (* 1960)       | září 2010     | květen 2013   | předtím první tajemník ÚV Komunistického svazu mládeže Číny (1998–2006), guvernér Chu-nanu (2006–2010), tajemník chunanského provinčního výboru KS Číny (2010–2013), předseda chunanského provinčního lidového shromáždění (2010–2013), předseda Nejvyššího lidového soudu (2013–2023), místopředseda celostátního výboru ČLPPS (2023– ) |
| Sü Šou-šeng (徐守盛) (1953–2020)  | květen 2013   | leden 2017    | předtím guvernér Kan-su (2007–2010), guvernér Chu-nanu (2010–2013), tajemník chunanského provinčního výboru KS Číny (2013–2016) |
| Tu Ťia-chao (杜家毫) (* 1955)     | leden 2017    | leden 2021    | předtím guvernér Chu-nanu (2013–2016), tajemník chunanského provinčního výboru KS Číny (2016–2020) |
| Sü Ta-če (许达哲) (* 1956)        | leden 2021    | leden 2022    | předtím ředitel Čínské státní vesmírné agentury (2013–2016), guvernér Chu-nanu (2016–2020), tajemník chunanského provinčního výboru KS Číny (2020–2021) |
| Čang Čching-wej (张庆伟) (* 1961) | leden 2022    | v úřadu       | předtím ministr-předseda státního výboru pro obrannou vědu, techniku a průmysl (2007–2008), guvernér Che-peje (2012–2017), tajemník chejlungťiangského provinčního výboru KS Číny (2017–2021), tajemník chunanského provinčního výboru KS Číny (2021–2023), později místopředseda stálého výboru VSLZ (2023– )                           |
| Šen Siao-ming (沈晓明) (* 1963)   | leden 2024    | v úřadu       | předtím guvernér Chaj-nanu (2017–2020) tajemník chajnanského provinčního výboru KS Číny (2020–2023), tajemník chunanského provinčního výboru KS Číny (2023– ) |

## Předsedové chunanského provinčního výboru Čínského lidového politického poradního shromáždění (ČLPPS, od 1955)
| Jméno (životní data)                  | Od            | Do            | Další funkce a poznámky |
| ------------------------------------- | ------------- | ------------- | --- |
| Čou Siao-čou (周小舟) (1912–1966)     | únor 1955     | prosinec 1959 | první tajemník chunanského provinčního výboru KS Číny (1953–1957) |
| Čang Pching-chua (张平化) (1908–2001) | prosinec 1959 | červen 1966   | první tajemník chunanského provinčního výboru KS Číny (1959–1966), později vedoucí oddělení propagandy ÚV KS Číny (1977–1978)                                                                 |
| Mao Č’-jung (毛致用) (1929–2019)      | listopad 1977 | duben 1979    | první tajemník chunanského provinčního výboru KS Číny (1977–1988), předseda chunanského revolučního výboru (1977–1979), později tajemník ťiangsijského provinčního výboru KS Číny (1988–1995) |
| Čou Li (周里) (1903–2000)             | duben 1979    | duben 1983    | |
| Čcheng Sing-ling (程星龄) (1900–1987) | duben 1983    | říjen 1987    | zemřel v úřadu |
| Liou Čeng (刘正) (1929–2006)          | leden 1988    | leden 1998    | předtím guvernér Chu-nanu (1983–1985) |
| Liou Fu-šeng (刘夫生) (1931–2021)     | leden 1998    | leden 2001    | předtím předseda chunanského provinčního lidového shromáždění (1988–1998) |
| Wang Kche-jing (王克英) (* 1937)      | leden 2001    | leden 2003    | |
| Chu Piao (胡彪) (* 1947)              | leden 2003    | leden 2013    | |
| Čchen Čchiou-fa (陈求发) (* 1954)     | leden 2013    | leden 2016    | předtím ředitel Čínské státní vesmírné agentury (2010–2013), později guvernér Liao-ningu (2015–2017), tajemník liaoningského provinčního výboru KS Číny (2017–2020)                           |
| Li Wej-wej (李微微) (* 1958)          | leden 2016    | leden 2023    | žena |
| Mao Wan-čchun (毛万春) (* 1961)       | leden 2023    | v úřadu       | předtím předseda chajnanského provinčního výboru ČLPPS (2018–2023) |